# Переворот Одоакра

Ромул Августул передав корону Одоакру

Переворот Одоакра — подія 476 року, в ході яких вождь римського загону варварів-найманців імператора Непоту Одоакр переміг бунтівного воєначальника Флавія Ореста і відсторонив від влади його сина Ромула Августа, проголосивши себе королем Італії. 476 рік традиційно вважається датою падіння Західної Римської імперії.

## Передісторія

### Керування країною
У 474 році імператором Риму став Юлій Непот, племінник Марцеліна, успішно воював проти вандалів. Він командував великим флотом, що забезпечує оборону берегів Адріатичного моря від вандалів-піратів.
Візантійський імператор Лев I запросив Непота в Константинополь, звів у патриції, одружив на племінниці імператриці і дав йому в допомогу військову ескадру на чолі з Доміціаном.
Але після смерті Лева I боротьба за владу серед різних угруповань знаті стала жорсткішою, і новий імператор Зенон відкликав ескадру з Равенни.
Щоб утриматися на троні, Непот закликав найманців з Паннонії, а й після цього його влада не поширилася за межі Італії. Бургунди в південно-східній Галлії і франки в північно-західній визнавали його тільки номінально. Посилювався наступ на Південну Галлію і вестготів, які влаштувалися в Іспанії. У цих умовах магістром армії в Галлії Непот призначив Ореста, і це остаточно вирішило долю імператора.

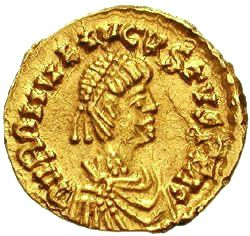
Ромул Августул

Кар'єра Ореста почалася після розпаду гуннського військово-племінного союзу в Паннонії. Уродженець Паннонії, він служив секретарем у Аттіли, а після його смерті завербувався на військову службу в Італію.

### Заколот
Під приводом війни проти вестготів Орест вивів найманців з Риму і повів їх до Равенни, нібито для прощання з імператором перед походом, а в дійсності, щоб повалити його. Коли бунтівна армія почала облогу Равенни, Непот замість організації оборони біг до своїх володінь в Далмації, в Салону. Орест проголосив імператором свого малолітнього сина Ромула, пізніше прозваного Августул .
Бунтівні найманці вимагали від Ореста третини земельних наділів в Італії, як отримували інші федерати, що селилися в межах Імперії, але Орест не виконав цієї вимоги і вжив заходів, щоб привернути до Італії нові загони найманців, які можна було б протиставити заколотникам.
Начальником гвардії Орест призначив Одоакра, сина свого друга, з яким він служив Аттілі, і направив його в Паннонію вербувати армію.
Подібно Оресту, Одоакр почав кар'єру в Італії в якості найманця, завербованого на військову службу. Батько Одоакра, Едекон, виконував важливі доручення Аттіли, але був втягнутий візантійцями в змову проти нього. Брат Одоакра, Оноульф, перебував на візантійської військової служби, завербувавшись після поразки одного з гуннских загонів під командуванням Денгізіріха.

## Переворот

### Атака
Виконуючи доручення Ореста, Одоакр зібрав велику армію, що складалася не тільки з його одноплемінників, скирів, але також з герулів, ругів і вихідців з інших племен. Ставши на чолі таких сил, він тепер сам міг претендувати на верховну владу. Спираючись на своє військо і гвардію Ореста, Одоакр підготував військовий переворот. При цьому він привернув на свій бік найманців з різних гарнізонів Італії, пообіцявши їм земельні наділи, і місцевих жителів, яким пообіцяв зменшення податків.
Дізнавшись про заколот, Орест втік до Павії, а оборону Равенни очолив його брат Павло.
Одоакр осадив, взяв і розграбував Павію. Полоненого Ореста він стратив (28 серпня), після чого приступом взяв Равенну (4 вересня 476 року), скинув Ромула Августула і заслав його в замок Лукулла в Кампанії (близько Неаполя), призначивши йому довічну пенсію.

### Закінчення
Розповідь про ці події Марцеллін Коміт закінчує словами: «Західна імперія римського народу якою в 709 році від заснування Риму почав правити Октавіан Август, на 522 рік правління імператорів загинула з цим Августулом, і з того часу Римом керують королі готів». Хоча хроніст допустив неточність (Одоакр не був готом), він вірно зазначив, що переворот Одоакра свідчив про повне падінні Західної Римської імперії.
Римський сенат визнав переворот і направив легатів в Константинополь домагатися для Одоакра права керувати єпархією Італії в званні патриція. Одночасно туди ж прибули представники Непота з проханням допомогти йому в поверненні трону. Імператор Зенон не міг втрутитися в справи Італії через міжусобиці при дворі і обмежився відповідним листом, в якому радив Одоакру не перешкоджати поверненню Непота в Італію і від нього прийняти титул патриція. Однак в цьому ж листі Зенон назвав Одоакра патрицієм.

## Наслідки

### Відмова від старої системи
Отже, в 476 році існування Західної Римської імперії припинилося. До перевороту правителі Італії іменували себе імператорами навіть тоді, коли їх влада не поширювалася за її межі, і прагнули продовжити великодержавну політику Риму. Одоакр зрозумів її нереальність і відіслав знаки імператорського гідності до Константинополя. Він не одягався в пурпур, не носив відповідних регалій, не карбував монет зі своїм зображенням. Відтепер Равеннский двір відав лише справами Італії і не прагнув до панування над варварськими королівствами. На відміну від організаторів всіх попередніх військових переворотів, новий правитель Італії не став створювати ширму для свого панування за допомогою будь-якої римської креатури.
Свою владу в Італії Одоакр зміцнив полегшенням податкового тягаря, переселенням в її межі з наділенням землею старовинних її жителів з Норики, роздачею варварам найманцям земель.
Відмова від великодержавних домагань мала глибокі наслідки і сприятливо позначилася на розвитку сусідських відносин між корінним населенням римських провінцій і варварами.

### Зміни щодо варварів
До Одоакра варвари, найняті на військову службу і що знаходилися в Італії, не мали наділів. Готуючи змову, Одоакр обіцяв їм землю. Після перевороту варвари-найманці, подібно до того, як це було в Галлії, отримали наділи по правилам військового постою. Вони були розселені серед італо-римлян.
Переміщення варварів, які перебували на військовому постої, з однієї провінції в іншу, було звичайним порядком до Одоакра. Приклад тому — переміщення бургундів в Сабаудію в 443 році і неодноразові переміщення аланів(арійців) в середині V ст. Одоакр відмовився від цього, і отримані варварами ділянки стали розглядатися ними як власні.

### Форма правління
Форма державного управління Італії збереглася. Столицею країни вважалася Равенна. Залишилися суд і колишні посади з усіма їх титулами і правами. Правда, спочатку Одоакр скасував посаду консула, але з 480 року він призначав для Заходу консулів, які, за традицією, при вступі на посаду звеселяли плебс Риму грошовими роздачами, цирковими іграми. На ці посади призначалися великі землевласники, сенатори (Аполлінарій Сідоній, Боецій, Северин, Фест, Сіммах, Децій, Динамо, Пробін).
У Римі збереглася курія спадкових сенаторів, що користувалася традиційним пошаною. Залишилися колишні установи в Римі і Равенні. Однак Римський сенат перестав керувати справами не тільки Імперії, а й Італії. Він майже перетворився в магістрат Риму. Формально це виправдовувалося тим, що з часу відправки імператорських регалій в Константинополь верховним правителем Сходу і Заходу став вважатися візантійський імператор. Деякі королі Заходу ставилися до нього, як до свого повелителя, і намагалися заручитися його підтримкою, але це не заважало їх самостійності в межах власних королівств. Далекий імператор не мав ні можливості, ні необхідності втручатися в їхні справи.